# Молино (Верчели)
Молино је насеље у Италији у округу Верчели, региону Пијемонт.
Према процени из 2011. у насељу је живело 6 становника. Насеље се налази на надморској висини од 661 м.